# 玉桂山

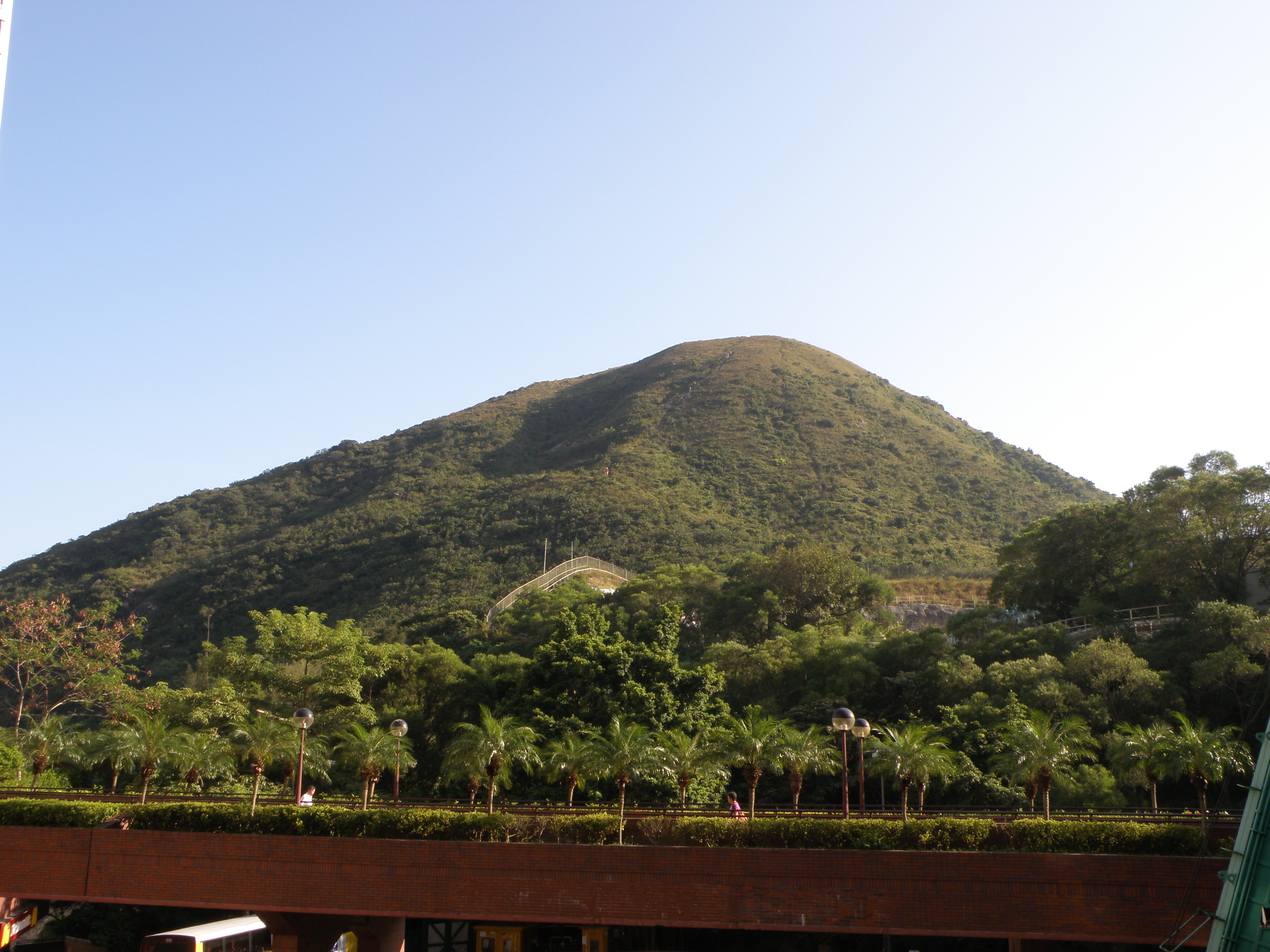
近看玉桂山

玉桂山（英語：或）是位於香港南區鴨脷洲東部的山峰，高196.2米，是島上的最高峰。山腰是利東邨、漁安苑和深灣軒，鄰近海怡半島、鴨脷洲邨和鴨脷排等地。

## 歷史

### 命名
1841年，因英國不滿查理·義律與清廷簽署的《穿鼻草約》被召回倫敦，莊士敦（Alexander Robert Johnston）始出任香港行政官至翌年二月砵甸乍接任，玉桂山因紀念他而得英文名。此名與中國清朝皇帝溥儀之外籍帝師莊士敦無關。

### 鴨巴甸炮台
約1939年，英軍在玉桂山上修建又稱爲香港仔炮台的鴨巴甸炮台（Aberdeen Battery），用作鎮守香港南面海岸及南丫島一帶。及後為防止落入日軍手上，炮台在香港保衛戰期間由守軍自行破壞。由於當時鴨脷洲的英文名為，因此炮台的名稱取其英語音譯為鴨巴甸炮台。

### 戰後發展
戰後玉桂山東坡被削走變成利東臨時房屋區，後來重建成利東邨。

### 遊客熱潮
2016年底港鐵南港島綫通車後，該山因鄰近港鐵站利東站，加上一些傳媒吹捧，而吸引大量遊客到訪。

## 玉桂山副峰
玉桂山副峰，是指玉桂山以西為鴨脷洲的另一山峰，常被稱為假玉桂山，又稱佛爺山，海拔143米。

## 登山徑

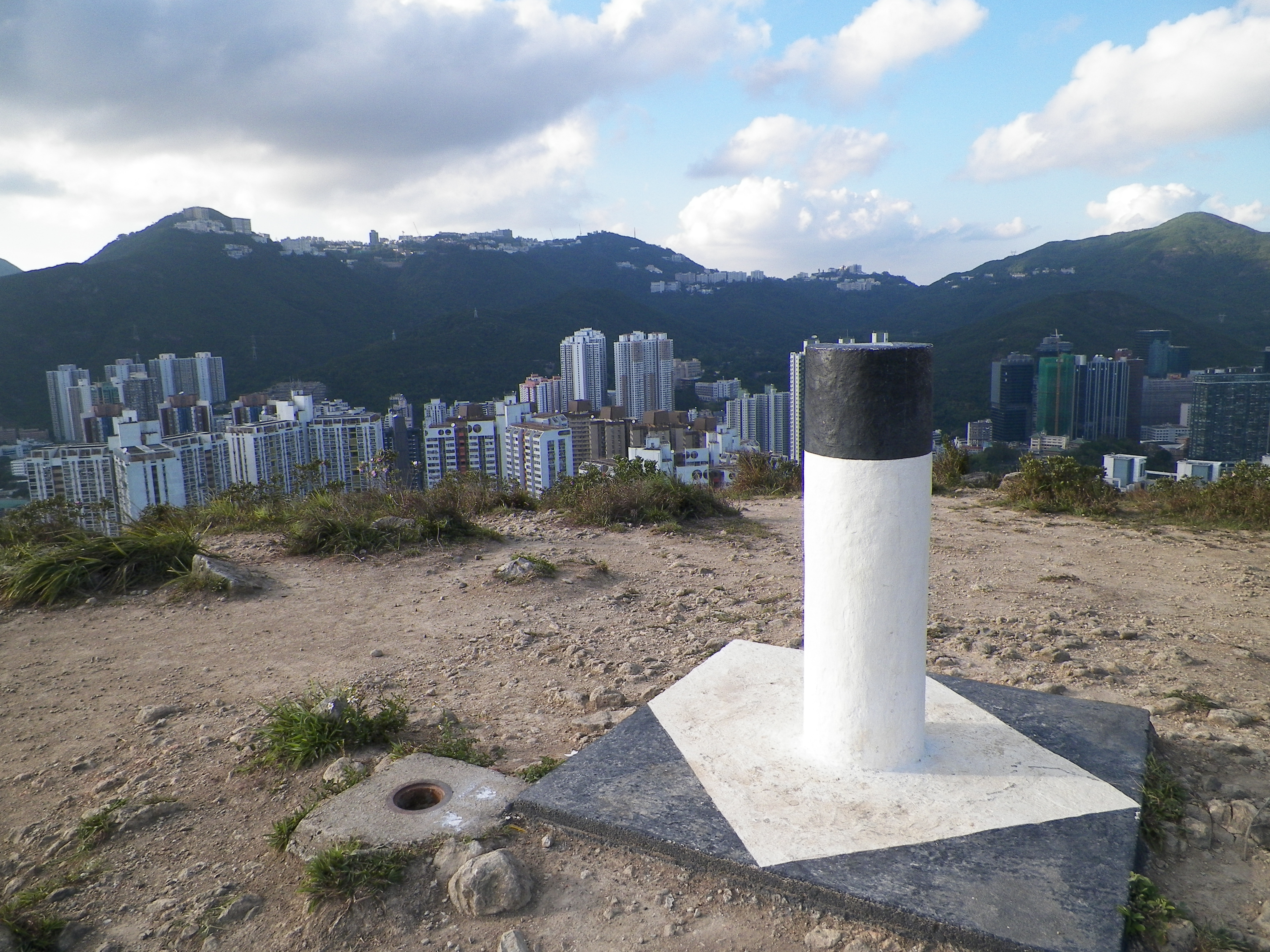
玉桂山之山頂

玉桂山有三條主要登山徑，都是由利東巴士總站開始，穿過幾條樓梯和一條藍色水渠後，便會到達一條通往鴨脷洲配水庫外側的樓梯。鴨脷洲配水庫外側為凹凸不平的泥沙路，接上玉桂山的三條主徑：左邊那條為較易行的山徑；中間的最難行，非常崎嶇，且因近年過多人用此徑登山，令該徑沙石滿佈；右邊為驚險難行的山徑。由於玉桂山是一座陡峭的山，三條主徑雖能夠用不足10分鐘的時間快速登頂，難度卻高，需手腳並用，且有滑倒的機會。中間的山徑設有前人留下的粗繩，不過粗繩並不太安全，建議大家不要登山全依賴粗繩。

## 教育

### 幼稚園
- 基督教宣道會利東幼兒學校 （页面存档备份，存于）（1988年創辦）（位於東興樓102-112室地下）
- 路德會利東幼兒園 （页面存档备份，存于）（1989年創辦）（位於東茂樓113-123號地下）

### 小學
- 聖伯多祿天主教小學（1958年創辦）
- 鴨脷洲街坊學校（1954年創辦）

### 中學
- 香港真光書院：利東邨道1號
- 香港仔浸信會呂明才書院：利東邨道18號

## 軼事
玉桂山偶然也傳出一些靈異傳聞，若干年前有部份晨運客「聽到」有軍隊的步操腳步聲。

## 註腳
1. ↑   (PDF). 地政總署測繪處 - 大地測量. 10月6日  [2010-06-10]. （原始内容存档 (PDF)于2013-03-14）.